# Division 1 1969-70
La Division 1 1969-70 fue la 32ª temporada del fútbol francés profesional. AS Saint-Étienne resultó campeón con 56 puntos, obteniendo su sexto título y cuarto de forma consecutiva.

## Equipos participantes
| - AC Ajaccio - Angers SCO - AS Angoulême - SEC Bastia - Bordeaux - Olympique Lyonnais - Olympique de Marsella - FC Metz - FC Nantes |  | - Nîmes Olympique - Red Star Paris - Stade Rennais UC - FC Rouen - AS Saint-Étienne - RC Paris-Sedan - FC Sochaux-Montbéliard - RC Strasbourg - US Valenciennes-Anzin |

## Tabla de posiciones
| Pos. | Equipo                 | Pts. | PJ | G  | E  | P  | GF | GC | Dif. | Clasificación                                |
| ---- | ---------------------- | ---- | -- | -- | -- | -- | -- | -- | ---- | -------------------------------------------- |
| 1    | AS Saint-Étienne (C)   | 56   | 34 | 25 | 6  | 3  | 88 | 30 | +58  | Clasificado a la Copa de Campeones de Europa |
| 2    | Olympique de Marseille | 45   | 34 | 18 | 9  | 7  | 75 | 41 | +34  | Clasificado a la Copa de Ferias              |
| 3    | RC Paris-Sedan         | 42   | 34 | 17 | 8  | 9  | 54 | 42 | +12  | Clasificado a la Copa de Ferias              |
| 4    | AS Angoulême           | 38   | 34 | 12 | 14 | 8  | 53 | 43 | +10  | Clasificado a la Copa de Ferias              |
| 5    | RC Strasbourg          | 36   | 34 | 15 | 6  | 13 | 65 | 55 | +10  |                                              |
| 6    | FCG Bordeaux           | 36   | 34 | 13 | 10 | 11 | 54 | 48 | +6   |                                              |
| 7    | Angers SCO             | 35   | 34 | 13 | 9  | 12 | 53 | 53 | 0    |                                              |
| 8    | FC Metz                | 34   | 34 | 13 | 8  | 13 | 50 | 44 | +6   |                                              |
| 9    | FC Sochaux-Montbéliard | 34   | 34 | 12 | 10 | 12 | 48 | 55 | −7   |                                              |
| 10   | FC Nantes              | 33   | 34 | 13 | 7  | 14 | 62 | 56 | +6   | Clasificado a la Recopa de Europa            |
| 11   | Nîmes Olympique        | 32   | 34 | 13 | 6  | 15 | 60 | 55 | +5   |                                              |
| 12   | FC Rouen (D)           | 32   | 34 | 10 | 12 | 12 | 41 | 45 | −4   | Descenso a Division 2                        |
| 13   | Red Star FC            | 30   | 34 | 11 | 8  | 15 | 45 | 67 | −22  |                                              |
| 14   | Stade Rennais UC       | 29   | 34 | 9  | 11 | 14 | 52 | 73 | −21  |                                              |
| 15   | Olympique Lyonnais     | 28   | 34 | 12 | 4  | 18 | 57 | 78 | −21  |                                              |
| 16   | AC Ajaccio             | 26   | 34 | 11 | 4  | 19 | 34 | 51 | −17  | Repescado para la siguiente temporada        |
| 17   | SEC Bastia             | 24   | 34 | 10 | 4  | 20 | 50 | 74 | −24  | Repescado para la siguiente temporada        |
| 18   | US Valenciennes-Anzin  | 22   | 34 | 8  | 6  | 20 | 32 | 63 | −31  | Repescado para la siguiente temporada        |

 Fuente: footballdatabase.eu
Notas:
1. ↑  El FC Rouen abandonó su estatus como club profesional, por lo que fue relegado a la Division 2.
2. 1 2 3  El AC Ajaccio y el SEC Bastia habían descendido de categoría tras perder la promoción de permanencia, sin embargo, fueron repescados luego de que la Federación Francesa de Fútbol decidió aumentar el número de clubes de la Division 1 a 20 equipos. El US Valenciennes-Anzin continuó en la Division 1 tras abrirse una plaza vacante como consecuencia del abandono del profesionalismo y posterior descenso del FC Rouen.

## Resultados
| Local \ Visitante      | AJA | ANG | ANU | BAS | BOR | LYO | MAR | MET | NAT | NIM | RED | REN | ROU | STE | SED | SOC | STR | VAL |
| ---------------------- | --- | --- | --- | --- | --- | --- | --- | --- | --- | --- | --- | --- | --- | --- | --- | --- | --- | --- |
| AC Ajaccio             | —   | 0–1 | 0–0 | 2–0 | 1–1 | 2–0 | 2–4 | 0–0 | 2–1 | 1–0 | 2–2 | 4–2 | 1–0 | 1–2 | 0–1 | 1–0 | 1–0 | 3–1 |
| Angers SCO             | 3–2 | —   | 2–2 | 5–0 | 3–1 | 3–2 | 2–1 | 0–0 | 0–3 | 1–0 | 5–1 | 1–0 | 1–1 | 0–0 | 1–3 | 2–2 | 4–1 | 0–1 |
| AS Angoulême           | 2–1 | 1–1 | —   | 5–1 | 3–2 | 1–1 | 1–3 | 2–1 | 2–2 | 1–0 | 1–1 | 3–0 | 1–1 | 0–1 | 2–1 | 4–0 | 1–1 | 6–1 |
| SEC Bastia             | 2–0 | 3–1 | 1–1 | —   | 2–2 | 2–4 | 3–2 | 2–2 | 3–2 | 2–5 | 3–0 | 4–0 | 0–2 | 0–1 | 2–3 | 2–0 | 2–1 | 3–1 |
| FCG Bordeaux           | 2–1 | 1–0 | 5–1 | 1–0 | —   | 3–0 | 2–2 | 1–0 | 3–0 | 1–0 | 0–1 | 1–1 | 1–1 | 1–4 | 4–1 | 3–0 | 4–2 | 0–2 |
| Olympique Lyonnais     | 2–1 | 2–1 | 1–2 | 2–1 | 1–3 | —   | 1–0 | 2–4 | 2–5 | 3–0 | 2–0 | 4–4 | 3–0 | 1–7 | 4–2 | 2–2 | 0–1 | 1–0 |
| Olympique de Marseille | 1–0 | 5–2 | 1–1 | 3–3 | 3–1 | 4–1 | —   | 3–2 | 4–2 | 4–0 | 4–0 | 1–0 | 2–0 | 2–3 | 2–0 | 0–0 | 2–0 | 3–1 |
| FC Metz                | 1–0 | 2–1 | 3–2 | 3–0 | 4–1 | 4–0 | 2–1 | —   | 2–2 | 3–1 | 2–1 | 2–0 | 2–0 | 1–2 | 0–2 | 1–2 | 2–2 | 3–0 |
| FC Nantes              | 5–0 | 1–0 | 1–1 | 2–1 | 1–1 | 5–2 | 2–1 | 1–0 | —   | 1–0 | 1–1 | 6–1 | 0–2 | 2–2 | 2–2 | 1–2 | 0–1 | 1–2 |
| Nîmes Olympique        | 2–0 | 1–1 | 2–2 | 4–1 | 3–0 | 5–2 | 1–1 | 2–1 | 4–2 | —   | 1–3 | 2–3 | 6–1 | 1–3 | 5–1 | 2–0 | 3–2 | 2–1 |
| Red Star FC            | 4–1 | 3–4 | 0–0 | 2–1 | 1–1 | 1–5 | 1–6 | 3–1 | 3–0 | 3–0 | —   | 2–4 | 2–0 | 1–5 | 0–2 | 1–0 | 2–1 | 1–1 |
| Stade Rennais UC       | 0–1 | 1–0 | 2–0 | 3–1 | 0–0 | 4–3 | 1–1 | 2–0 | 1–2 | 1–1 | 2–2 | —   | 1–1 | 1–0 | 3–3 | 2–4 | 4–5 | 1–1 |
| FC Rouen               | 2–0 | 5–0 | 0–2 | 3–0 | 0–0 | 1–0 | 1–1 | 1–1 | 1–0 | 1–1 | 2–0 | 4–0 | —   | 0–2 | 0–0 | 1–3 | 1–1 | 3–3 |
| AS Saint-Étienne       | 3–1 | 1–2 | 1–1 | 4–2 | 2–0 | 6–0 | 2–1 | 2–0 | 2–3 | 2–1 | 0–0 | 8–2 | 5–0 | —   | 3–1 | 2–0 | 3–0 | 1–0 |
| RC Paris-Sedan         | 2–0 | 2–2 | 2–0 | 0–2 | 1–1 | 1–0 | 0–0 | 0–0 | 4–0 | 1–0 | 3–0 | 3–2 | 1–0 | 1–2 | —   | 3–0 | 2–1 | 0–0 |
| FC Sochaux-Montbéliard | 0–2 | 1–1 | 1–0 | 2–1 | 3–2 | 0–2 | 2–2 | 4–1 | 0–3 | 2–2 | 0–3 | 2–2 | 1–1 | 3–3 | 1–0 | —   | 2–0 | 6–1 |
| RC Strasbourg          | 2–0 | 4–1 | 3–1 | 4–0 | 3–1 | 2–1 | 2–3 | 2–0 | 2–1 | 4–1 | 5–0 | 1–1 | 3–2 | 1–1 | 2–3 | 2–2 | —   | 4–2 |
| US Valenciennes-Anzin  | 2–1 | 0–2 | 0–1 | 2–0 | 1–4 | 1–1 | 0–2 | 0–0 | 2–1 | 0–2 | 2–0 | 0–1 | 1–3 | 0–3 | 1–3 | 0–1 | 2–0 | —   |

Promovidos de la Division 2, quienes jugarán en la Division 1 1970/71:
- OGC Nice: Campeón de la Division 2
- AS Nancy: Segundo lugar de la Division 2
- Stade de Reims: Cuarto lugar de la Division 2, pero Olympique Avignonnais (3°) no era lo suficientemente fuerte económicamente para jugar en la Division 1

## Goleadores
| #  | Jugador           | Nacionalidad        | Club                  | Goles |
| -- | ----------------- | ------------------- | --------------------- | ----- |
| 1  | Hervé Revelli     | Francia             | AS Saint-Étienne      | 28    |
| 2  | Joseph Yegba Maya | Camerún             | Olympique de Marsella | 24    |
| 3  | Salif Keïta       | Mali                | AS Saint-Étienne      | 21    |
| 4  | Philippe Piat     | Francia             | RC Strasbourg         | 20    |
| 5  | Wolfgang Kaniber  | Alemania Occidental | RC Strasbourg         | 19    |
| -  | Adolf Scherer     | Checoslovaquia      | Nîmes Olympique       | 19    |
| 7  | André Guy         | Francia             | Olympique Lyonnais    | 17    |
| -  | Charly Loubet     | Francia             | Olympique de Marsella | 17    |
| -  | Bernard Blanchet  | Francia             | FC Nantes             | 17    |
| -  | Marc Molitor      | Francia             | RC Strasbourg         | 17    |
| 11 | Daniel Rodighiéro | Francia             | Stade Rennais UC      | 16    |
| 12 | Gérard Grizetti   | Francia             | AS Angoulême          | 15    |
| -  | Marc-Kanyan Case  | Francia             | SEC Bastia            | 15    |
| -  | Jacques Bonnet    | Francia             | Nîmes Olympique       | 15    |
| 15 | Philippe Gondet   | Francia             | FC Nantes             | 14    |
| -  | Serge Dellamore   | Francia             | Sedan                 | 14    |